# Fall in Line
«Fall in Line» es una canción de la cantante estadounidense Christina Aguilera, en colaboración con Demi Lovato. Aguilera coescribió la canción con Jonny Simpson, Mark Williams, Audra Mae, Raúl Cubina y su productor Jon Bellion. Fue lanzado por RCA Records el 16 de mayo de 2018, como el primer sencillo oficial del séptimo álbum de estudio de Aguilera, Liberation. La canción ha sido reconocida como un himno feminista, promoviendo el empoderamiento femenino.[cita requerida]
La canción ha sido nominada en la categoría Best Pop Duo/Group Performance en los Premios Grammy 2019, convirtiéndose en la 20.ª nominación para Aguilera (sin contar Latin Grammy) y en la 2.ª para Lovato.

## Antecedentes

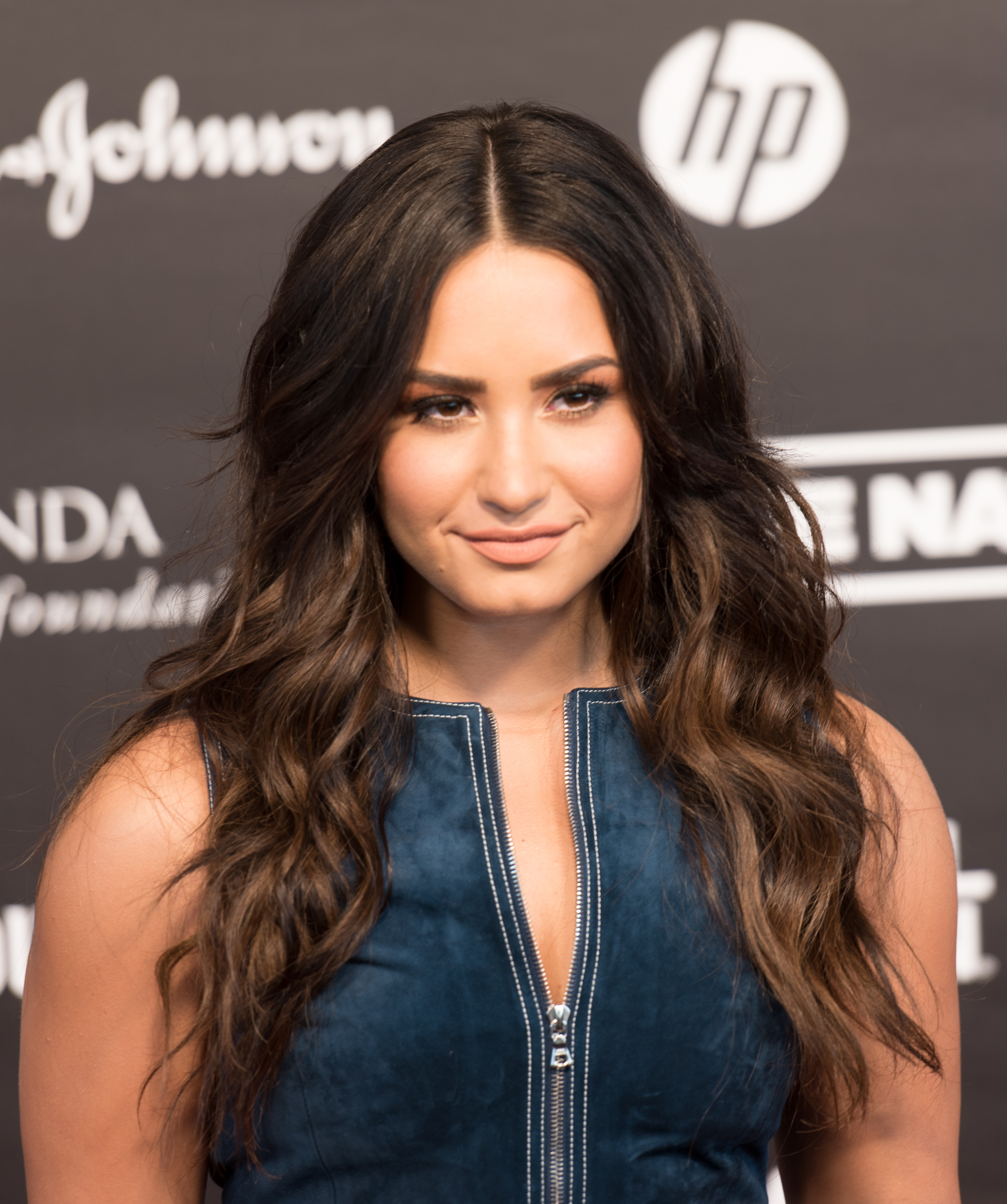
Demi Lovato (en la foto) quien prestó su voz para la canción.

Cuando Aguilera se refirió la canción: "Escribí "Fall in Line" hace unos años antes de que saliera toda esta noticia [Time's Up and Me Too movement] era la canción que necesitaba ser escuchada. Por lo que fui testigo cuando estaba creciendo hasta ahora siempre me sentí motivada a tener una voz que mi madre nunca tuvo en mi niñez. Así que siempre quise ser una defensora de las mujeres y de todos los que luchaban por tener su propia voz. Sé sumiso, mírala Ps y Qs o le van a dar una paliza. Por desgracia, puedes estar tan dañada que te empeora, o puedes sentirte fortalecida y tomar decisiones para no volver a caer en eso, en la misma ruta".

## Composición
«Fall in Line» ha sido descrito como un himno feminista y una secuela del sencillo de 2003 de Aguilera, «Can't Hold Us Down», con un contenido lírico de los derechos de las mujeres. La introducción a la canción es la canción «Dreamers», que "presenta a un grupo de jóvenes que declaran objetivos como 'Quiero ser periodista', 'Quiero ser escuchado', 'Quiero ser presidente'".

## Recepción

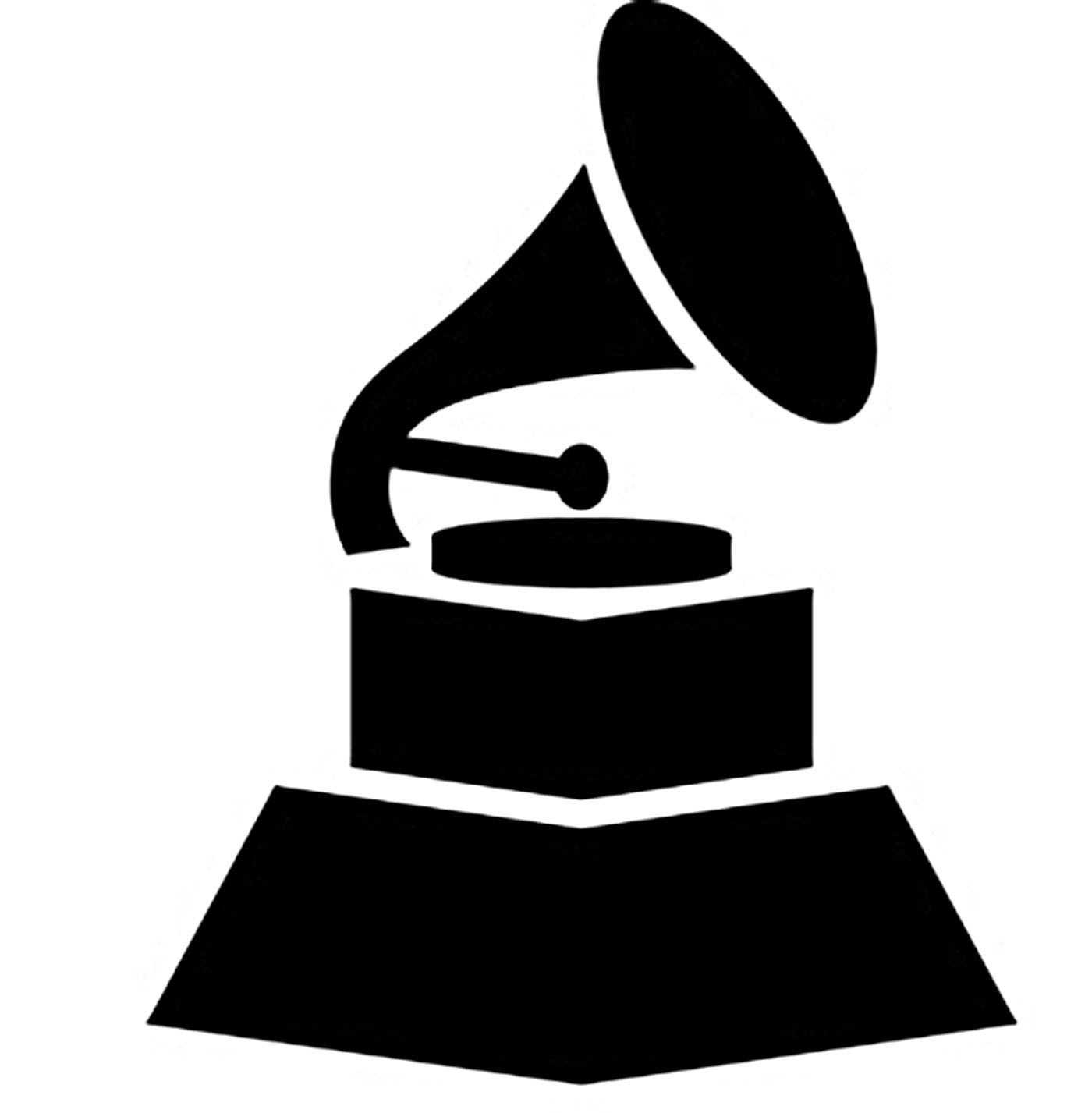
La canción ha sido nominada en la categoría Best Pop Duo/Group Performance en los Premios Grammy 2019.

### Lanzamiento
«Fall in Line» se estrenó el 16 de mayo de 2018 a las 8 a. m. (horario Nueva York), y se lanzó comercialmente para su descarga digital en todo el mundo al mismo tiempo. Aguilera dijo en un tuit: "Para cualquiera que alguna vez se haya sentido silenciado y reprimido, los buscadores de la verdad y los pensadores audaces... puede liberar su voz y romper el molde, nunca retroceder, y nunca encajar".

### Crítica
Daniel Kreps de Rolling Stone llamó a las habilidades de canto de Aguilera y Lovato como "notables" y describió el coro final como un "dúo de skyscrapers". Gil Kaufman de Billboard describió la canción como "un gran himno de empoderamiento". Rebecca Farley de Refinery29 llamó a la canción como el sencillo de Aguilera de 2002 «Beautiful» -encontrándose con- «Sorry Not Sorry» de Lovato y llamó a ambas cantantes como "artistas pop turbulentas que se cansaron de lamentarse".

### Rendimiento comercial
A pesar de haber tenido buena recepción en iTunes cuando salió la canción y mantenerse algunos días en el top diez no logró debutar en la lista Billboard Hot 100 debido al bajo streaming debutando en el número 1 de la lista Bubbling Under Hot 100 Singles, y número 17 de Digital Songs.  En cuanto otros países logró debutar en las listas de popularidad de Canadá, Reino Unido, España, Grecia, Francia, Hungría, Portugal, Escocia y Suiza pero en posiciones modestas y descendiendo rápidamente de ellas.

## Vídeo musical

### Lanzamiento
El vídeo musical que lo acompañaba fue dirigido por Luke Gilford y se estrenó el 23 de mayo de 2018. Aguilera declaró en Twitter, "«Fall In Line» trata de como apoyarnos mutuamente como el auto-empoderamiento. Quería transmitirlo en este vídeo representando visualmente el encarcelamiento que muchos de nosotros hemos sentido, y la libertad que podemos lograr juntos". Según Billboard y Rolling Stone, "la prisión opresiva, dominada por hombres es una crítica clara sobre la opresión de la sociedad hacia las mujeres".

### Trama
Representa a Aguilera y Lovato secuestradas y obligadas a cantar en una prisión futurista llena de cámaras de vigilancia; las dos finalmente luchan por su camino hacia la libertad. En un principio se ve a dos niñas pequeñas que claramente son Aguilera y Lovato jugando en un jardín siendo secuestradas por dos hombres enmascarados. Después se encuentran en una prisión en constante vigilancia y donde además son obligadas a actuar y cantar frente a las cámaras -rápidamente el público en general empezó a especular que el vídeo trata de la opresión de Disney hacia ellas cuando eran pequeñas e iban empezando su carrera en el medio artístico-. Finalmente Aguilera y Lovato pueden escapar de la opresión de sus secuestradores y salen a la libertad anhelada.

## Presentaciones en vivo
El 16 de mayo Aguilera presentó la canción en el episodio 471 de Carpool Karaoke de The Late Late Show with James Corden y el vídeo fue presentado como un bonus para promocionar la pista. Cuatro días después se realizó el debut en vivo junto con Demi Lovato en los premios Billboard Music Award 2018.
Lovato ha hecho la presentación de la canción en la parte europea de su gira "Tell Me You Love Me World Tour" en una versión sin la participación de Christina Aguilera. El 14 de junio de 2018, Aguilera interpretó el sencillo, sin Lovato, en el programa estadounidense The Tonight Show Starring Jimmy Fallon. Al día siguiente interpretó nuevamente el sencillo en el programa Today.

## Posicionamiento en listas

### Semanales
| Canadá         | Billboard Canadian Hot 100               | 97  |
| Canadá         | Billboard Digital Song Sales             | 43  |
| Escocia        | The Official Charts Company              | 56  |
| España         | PROMUSICAE                               | 21  |
| Estados Unidos | Billboard Digital Songs                  | 17  |
| Estados Unidos | Billboard Bubbling Under Hot 100 Singles | 1   |
| Francia        | SNEP                                     | 130 |
| Grecia         | IFPI                                     | 37  |
| Hungría        | Single Top 40                            | 17  |
| Portugal       | AFP                                      | 69  |
| Reino Unido    | UK Singles Chart                         | 99  |
| Suiza          | Schweizer Hitparade                      | 86  |

## Historial de lanzamiento
| Región         | Fecha               | Formato                            | Discográfica |
| -------------- | ------------------- | ---------------------------------- | ------------ |
|                | 16 de mayo de 2018  | Descarga digital, streaming        | RCA Records  |
| Italia         | 16 de mayo de 2018  | Radio premier                      | Sony Music   |
| Estados Unidos | 28 de mayo de 2018  | Radio adulta contemporánea premier | RCA Records  |
| Estados Unidos | 19 de junio de 2018 | Radio hit contemporánea premier    | RCA Records  |

## Créditos
Créditos entregados por Tidal.
- Jon Bellion – composición, producción, voz de fondo
- Mark Williams – composición, producción
- Raul Cubina – composición, producción
- Scott Robinson – ingeniería
- Tyan Svendsen – trompeta, fliscorno
- Audra Mae – composición, voz de fondo
- Jonny Simpson – composición, ingeniería de registro
- Oscar Ramirez – ingeniería de registro
- Mitch Allan – producción vocal